# Староегипатска књижевност
Староегипатска књижевност писана је на египатском језику од фараонског периода старог Египта до краја периода римске власти. Представља најстарији корпус египатске књижевности. Уз сумерску књижевност, сматра се најранијoм књижевношћу на свету.
Писање у старом Египту — и хијероглифско и хијератско — први пут се појавило крајем 4. миленијума пре нове ере током касне фазе протодинастичког Египта. У време Старог краљевства (26. век пре нове ере до 22. век пре нове ере), књижевна дела су укључивала погребне текстове, посланице и писма, химне и песме, и комеморативне аутобиографске текстове који говоре о каријери истакнутих административних званичника. Тек у раном Средњем краљевству (21. век пре нове ере до 17. век пре нове ере) настала је наративна египатска књижевност. Ово је била „медијска револуција” која је, према Ричарду Б. Паркинсону, била резултат успона интелектуалне класе писара, новог културног сензибилитета за индивидуалност, невиђеног нивоа писмености и општег приступа писаним материјалима. Стварање књижевности је стога био подухват за елиту, монополизован од стране писарске класе придружене владиним канцеларијама и краљевском двору владајућег фараона. Међутим, међу савременим научницима не постоји потпуни консензус о зависности староегипатске књижевности од друштвено-политичког поретка краљевских дворова.
Средњееегипатски, говорни језик Средњег краљевства, постао је класични језик током Новог краљевства (16. век пре нове ере до 11. век пре нове ере), када се народни језик познат као касноегипатски први пут појавио у писаној форми. Писци Новог краљевства су канонизовали и копирали многе књижевне текстове написане на средњем египатском, који је остао језик који се користио за усмено читање светих хијероглифских текстова. Неки жанрови књижевности Средњег краљевства, као што су „учења” и измишљене приче, остали су популарни у Новом краљевству, иако жанр пророчких текстова није оживео све до периода Птоломеја (4. век пре нове ере до 1. век пре нове ере). Популарне приче су укључивале Причу о Синухеу и Елоквентни сељак, док су важни наставни текстови укључују Аменемхатова упутства и Лојалистичко учење. До периода Новог краљевства, писање комеморативних графита на зидовима светих храмова и гробница цветало је као јединствен књижевни жанр, али је користило формулисане фразе сличне другим жанровима. Признање правог ауторства остало је важно само у неколико жанрова, док су текстови „наставног” жанра били псеудонимни и лажно приписивани истакнутим историјским личностима.
Староегипатска књижевност је сачувана на разним медијима. Ово укључује папирусне свитке и пакете, кречњачке или керамичке остраке, дрвене даске за писање, монументалне камене грађевине и ковчеге. Текстови које су сачували и открили савремени археолози представљају мали део староегипатског књижевног материјала. Подручје поплавне равнице Нила је недовољно заступљено јер је влажна средина непогодна за очување папируса и натписа мастилом. Са друге стране, скривена, закопана литература, закопана хиљадама година, откривана је у насељима на сувим пустињским маргинама египатске цивилизације.

## Писма и језици

### Хијероглифи, хератско и демотско писмо
До раног династичког периода у касном 4. миленијуму пре нове ере, египатски хијероглифи и њихов курзивни облик хијератског облика били су добро утврђена писана писма. Египатски хијероглифи су мале уметничке слике природних објеката. На пример, хијероглиф за засун на вратима, који се изговара се, производи звук с ; у комбинацији са другим или вишеструким хијероглифима, тако би се могао спеловати звук речи за апстрактније појмове као што су туга, срећа, лепота и зло. Нармерова палета, датирана ~ 3100. п. н. е. током последње фазе протодинастичког Египта, комбинује хијероглифе за сома и длета да би произвео име краља Нармера.
Египћани су своје хијероглифе називали „божјим речима” и резервисали су њихову употребу за узвишене сврхе, као што је комуникација са божанствима и духовима мртвих кроз погребне текстове. Свака хијероглифска реч представљала је и одређени објекат и оличавала суштину тог објекта, препознајући га као божански створен и припадајући у оквиру већег космоса. Кроз свештеничке ритуале, попут паљења тамјана, свештеник је дозволио духовима и божанствима да читају хијероглифе који украшавају површине храмова. У погребним текстовима који почињу од и након Дванаесте династије, Египћани су веровали да унаказивање, па чак и изостављање одређених хијероглифа, доноси последице, било добре или лоше, за преминулог поседника гробнице чији се дух ослањао на текстове као на извор исхране у загробном животу. Сакаћење хијероглифа змије отровнице или друге опасне животиње уклонило је потенцијалну претњу. Међутим, уклањање сваког примера хијероглифа који представљају име преминуле особе лишило би његову или њену душу могућности да чита погребне текстове и осудило би ту душу на неживо постојање.
Хијерат или египатско хијератско писмо је поједностављени, курзивни облик египатских хијероглифа. Као и хијероглифи, хијератика се користила у светим и верским текстовима. До 1. миленијума пре нове ере, калиграфска хијератика је постала писмо које се претежно користило у погребним папирусима и храмским ролнама. Док је писање хијероглифа захтевало највећу прецизност и пажњу, курзивна хијератика се могла писати много брже и стога је била практичнија за вођење записника. Његова примарна сврха била је да служи као стенографско писмо за некраљевске, немонументалне и мање формалне списе као што су приватна писма, правни документи, песме, порески записи, медицински текстови, математичке расправе и упутства . Хијерат се може писати у два различита стила; један је био више калиграфски и обично резервисан за владине записе и књижевне рукописе, други је коришћен за неформалне извештаје и писма.
До средине 1. миленијума пре нове ере, хијероглифи и хијерати су и даље коришћени за краљевске, монументалне, верске и погребне списе, док је ново, још курзивније писмо коришћено за неформално, свакодневно писање: Демотиц. Коначно писмо које су усвојили стари Египћани било је коптско писмо, ревидирана верзија грчког алфабета. Коптски је постао стандард у 4. веку нове ере када је хришћанство постало државна религија у целом Римском царству; хијероглифи су одбачени као идолопоклоничке слике паганске традиције, неприкладне за писање библијског канона.

### Прибор и материјали за писање
Египатска књижевност је продукована на различите начине. Заједно са длетом, неопходним за писање натписа на камену, главно оруђе за писање у старом Египту било је перо од трске, трска обликована у стабљику са нагњеченим крајем налик четкици. Са пигментима чађе и црвеног окера, оловка од трске коришћена је за писање на свицима папируса — танког материјала направљеног од испреплетаних трака сржи из биљке Циперус папирус — као и на малим керамичким или кречњачким уломцима лонаца познатим као остраца. Сматра се да су папирусне ролне били умерено скупи комерцијални предмети, јер су многи палимпсести, рукописи чији је оригинални садржај избрисан да би се направио простор за нова писана дела. Ово, заједно са праксом кидања комада већих папирусних докумената да би се направила мања слова, сугерише да је било сезонских несташица узрокованих ограниченом сезоном раста Cyperus papyrus. То такође објашњава честу употребу острака и кречњачких пахуљица као медија за писање краћих писаних радова. Поред камена, керамичких острака и папируса, медији за писање су такође укључивали дрво, слоновачу и гипс.
Све до римског периода у Египту, традиционално египатско перо од трске замењено је главним алатом за писање грчко-римског света: краћим, дебљим пером од трске са исеченим пером. Исто тако, оригинални египатски пигменти су одбачени у корист грчких мастила на бази олова. Усвајање грчко-римских алата за писање утицало је на начин писања руком код Египћана, јер су хијератски знакови постајали све размакнутији, имали заобљеније боје и већу угаону прецизност.

### Очување писаног материјала
Подземне египатске гробнице изграђене у пустињи представљају можда најбољу средину за очување папирусних докумената. На пример, постоји много добро очуваних погребних папируса из Књиге мртвих смештених у гробнице да би служили као водичи у загробном животу за душе преминулих становника гробница. Међутим, било је уобичајено само током касног Средњег краљевства и прве половине Новог краљевства да се нерелигиозни папируси стављају у гробне коморе. Дакле, већина добро очуваних књижевних папируса датована је у овај период.
Већина насеља у старом Египту налазила се на алувијуму поплавне равнице Нила. Ова влажна средина била је неповољна за дуготрајно чување папирусних докумената. Археолози су открили већу количину папирусних докумената у пустињским насељима на земљишту уздигнутом изнад поплавне равнице, и у насељима у којима су недостајали радови на наводњавању, као што су Елефантина, Ел-Лахун и Ел-Хиба.
На више начина су изгубљени и записи на трајнијим медијима. Камење са натписима је често поново коришћено као грађевински материјал, а керамичке остраке захтевају суво окружење да би се обезбедило очување мастила на њиховим површинама. Док су папирусне ролне и пакети обично чувани у кутијама за чување, остраци су се рутински бацали у јаме за отпад; једна таква јама откривена је случајно у селу Деир ел Медина из доба Рамессидеа и дала је већину познатих приватних писама на острацима. Документи који се налазе на овом сајту укључују писма, химне, измишљене наративе, рецепте, пословну признаницу и тестаменте. Пенелопе Вилсон описује ово археолошко откриће као еквивалент просејавању модерне депоније или контејнера за отпад. Она напомиње да су становници Деир ел-Медине били невероватно писмени према староегипатским стандардима, и упозорава да се такви налази долазе само "...у ретким околностима и посебним условима".
Џон В. Тејт наглашава: „Египатски материјал преживљава на веома неуједначен начин ... неуједначеност опстанка обухвата и време и простор.”  На пример, постоји недостатак писаног материјала из свих периода из делте Нила, али постоји обиље у западној Теби. Он напомиње да док су неки текстови копирани више пута, други опстају из једне копије; на пример, постоји само један комплетан сачуван примерак Приче о бродоломцу из Средњег царства. Међутим, Прича о бродоломцу се појављује и у фрагментима текстова на острацима из Новог краљевства. Многа друга књижевна дела опстају само у фрагментима или кроз непотпуне копије изгубљених оригинала.

### Класични, средњи, касни и демотски египатски језик
Иако се писање први пут појавило током веома касног 4. миленијума пре нове ере, коришћено је само за преношење кратких имена и ознака; повезани низови текста појавили су се тек око 2600. године пре нове ере, на почетку Старог краљевства. Овај развој је означио почетак прве познате фазе египатског језика - староегипатског. Стари египатски је остао говорни језик до око 2100. године пре нове ере, када је, на почетку Средњег краљевства, еволуирао у средњоегипатски. Док је средњоегипатски био блиско повезан са староегипатским, касни египатски се значајно разликовао по граматичкој структури. Касни египатски се вероватно појавио као народни језик још 1600. п. н. е., али није коришћен као писани језик све до ц . 1300. п. н. е. током периода Амарне у Новом краљевству. Касни египатски је еволуирао у демотски до 7. века пре нове ере, и иако је демотски остао говорни језик до 5. века нове ере, постепено је замењен коптским почевши од 1. века нове ере.
Хијератика је коришћена поред хијероглифа за писање на староегипатском и средњем египатском, постајући доминантан облик писања у касном египатском. До периода Новог краљевства и током остатка историје древног Египта, средњи египатски је постао класични језик који је обично био резервисан за читање и писање хијероглифима и говорни језик за узвишеније облике књижевности, као што су историјски записи, комеморативне аутобиографије, химне и погребне чаролије. Међутим, књижевност Средњег краљевства написана на средњем египатском такође је преписана хијератским путем током каснијих периода.

## Књижевне функције: друштвена, верска и васпитна
Кроз историју древног Египта, читање и писање су били главни услови за обављање јавних функција, иако је владиним службеницима у свакодневном раду помагала елитна, писмена друштвена група позната као писари. Како сведочи Papyrus Anastasi I из периода Рамсиде, од писара се чак могло очекивати, према Вилсону, „...да организују ископавање језера и изградњу рампе од цигала, да утврде број људи потребних за транспорт обелиск и да уприличи обезбеђење војне мисије”. Осим запошљавања у влади, неписмени људи би често тражили услуге писара у изради писама, продајних докумената и правних докумената. Сматра се да су писмени људи чинили само 1% становништва, а остали су били неписмени пољопривредници, сточари, занатлије и други радници, као и трговци којима је била потребна помоћ писарских секретара. Привилеговани статус писара над неписменим физичким радницима био је предмет популарног текста са упутствима из периода Рамсиде, Сатира заната, где су ниска, непожељна занимања, на пример, грнчар, рибар, перач и војник, исмевана и хваљена професија писара. Сличан понижавајући став према неписменим изражен је у учењу Кети из Средњег краљевства, које се користи за јачање узвишеног положаја писара у друштвеној хијерархији.
Класа писара је била друштвена група одговорна за одржавање, преношење и канонизацију књижевних класика и писање нових композиција. Класична дела, као што су Прича о Синухеу и Аменемхатова упутства, ђаци су преписивали као педагошке вежбе у писању и да би усадили потребне етичке и моралне вредности које су одликовале друштвену класу писара. Мудросни текстови жанра „поучавања” представљају већину педагошких текстова написаних на острацима током средњег царства; наративне приче, као што су Синухе и краљ Неферкаре и генерал Сасенет, ретко су се копирале за школске вежбе све до Новог краљевства. Вилијам Кели Симпсон описује наративне приче као што су Синухе и Морнар бродоломник као „...упутства или учења под маском наратива”, пошто су главни протагонисти таквих прича оличавали прихваћене врлине тог времена, као што су љубав према дому или самоослањање.
Постоје неки познати случајеви када су они који нису били писарске професије били писмени и имали приступ класичној литератури. Менена, цртач који је радио у Деир ел-Медини током Двадесете египатске династије, цитирао је одломке из наратива Средњег краљевства Елоквентни сељак и Прича о бродоломцу у писму са поукама у коме се укорава његов непослушни син. Мененин рамесајдски савременик Хори, писац сатиричног писма у Папирусу Анастаси I, опоменуо је свог адресата да цитира Упуту Хардједефа на непристојан начин, као једна непиарска, полуобразована особа.
У египатској књижевности и уметности постоје ограничени, али чврсти докази за праксу усменог читања текстова публици. Реч усменог извођења „рецитовати” (шдј) се обично повезивала са биографијама, писмима и чаролијама. Певање (хсј) је било намењено за песме хвале, љубавне песме, погребне јадиковке и одређене чаролије. Дискурси као што је Нефертијево пророчанство сугеришу да су композиције биле намењене усменом читању међу елитним скуповима. У 1. миленијуму пре нове ере демотски циклус кратких прича усредсређен на дела Петизеа, приче почињу фразом „Глас који је пред фараоном”, што указује да су усмени говорник и публика били укључени у читање текста. У неким текстовима се помиње измишљена публика високих владиних званичника и чланова краљевског двора, али је можда била укључена и шира, неписмена публика. На пример, погребна стела Сенусрета I (р. 1971–1926. п. н. е.) експлицитно помиње људе који ће се окупити и слушати писара који наглас „рецитује” натписе на стели.
Књижевност је такође служила у верске сврхе. Почевши од текстова о пирамидама Старог краљевства, дела погребне литературе писане на зидовима гробница, а касније на ковчезима и папирусима смештеним у гробницама, дизајнирани су да заштите и негују душе у њиховом загробном животу. Ово је укључивало употребу магијских чаролија, загонетки и лирских химни. Копије не-погребних књижевних текстова пронађене у некраљевским гробницама сугеришу да би се мртви могли забављати у загробном животу читајући ове наставне текстове и наративне приче.
Иако је стварање књижевности била претежно мушки посао, сматра се да су нека дела написале жене. На пример, пронађено је неколико референци на жене које пишу писма и сачувана су приватна писма која су жене слале и примале. Међутим, Едвард Ф. Венте тврди да је, чак и уз експлицитне референце на жене које читају писма, могуће да су жене запошљавале друге да пишу документе.

## Датирање, окружење и ауторство
Ричард Б. Паркинсон и Лудвиг Д. Моренц пишу да древна египатска књижевност — уско дефинисана као белетристока („лепо писање”) — није забележена у писаном облику све до ране Дванаесте династије Средњег краљевства. Текстови Старог краљевства су углавном служили за одржавање божанских култова, очување душа у загробном животу и документовање извештаја за практичну употребу у свакодневном животу. Тек у средњем царству текстови су писани у сврху забаве и интелектуалне радозналости. Паркинсон и Моренц такође спекулишу да су писана дела Средњег краљевства била транскрипције усмене књижевности Старог краљевства. Познато је да је у каснијем писању сачувано нешто усмене поезије; на пример, ношачке песме су сачуване као писани стихови у надгробним натписима Старог царства.
Датирање текстова методама палеографије, проучавања рукописа, проблематично је због различитих стилова хијератског писма. Употреба ортографије, проучавање система писања и употребе симбола, такође је спорна, јер су аутори неких текстова можда копирали карактеристичан стил старијег архетипа. Измишљени прикази су често постављани у удаљеним историјским окружењима, а употреба савремених поставки у фикцији била је релативно скорашња појава. Стил текста пружа мало помоћи у одређивању тачног датума за његову композицију, јер избор жанра и аутора може бити више забринут за расположење текста него за еру у којој је написан. На пример, аутори Средњег краљевства могли су да поставе измишљене мудре текстове у златно доба Старог краљевства (нпр. Kagemni, Ptahhotep и пролог Неферти), или би могли да напишу измишљене извештаје смештене у хаотично доба које више личи на проблематичан живот Првог прелазног периода (нпр. Мерикаре и Елоквентни сељак). Други измишљени текстови смештени с у in illo tempore (у неодређено доба) и обично садрже ванвременске теме.
Паркинсон пише да су скоро сви књижевни текстови били псеудонимни и да су се често лажно приписивали познатим мушким протагонистима раније историје, као што су краљеви и везири. Само књижевни жанрови „поучавања” и „ламенти/бесправе” садрже дела која се приписују историјским ауторима; текстови у жанровима као што су „наративне приповетке” никада нису приписивани некој познатој историјској личности. Тејт тврди да су током класичног периода Египта „египатски писари изградили свој сопствени поглед на историју улоге писара и 'ауторства' текстова”, али је током касног периода ову улогу уместо тога задржала верска елита причвршћени за храмове.
Постоји неколико изузетака од правила псеудонимности. Признати су прави аутори неких наставних текстова из периода Рејмесајда, али ови случајеви су ретки, локализовани и нису типични за мејнстрим дела. Они који су писали приватна писма и били су признати као оригинални аутори. Приватна писма могу се користити на судовима као сведочанство, пошто се јединствени рукопис особе може идентификовати као аутентичан. Приватна писма која је фараон примао или писао понекад су исписивана хијероглифима на каменим споменицима у част краља, док су краљеви декрети исписани на каменим стелама често објављивани.

## Књижевни жанрови и теме
Савремени египтолози категоризују египатске текстове у жанрове, на пример „тужбалице/ дискурси” и наративне приче.
Једини жанр књижевности који су древни Египћани назвали као такав био је жанр "поучавања" или себајт жанр. Паркинсон наводи да наслове дела, његову уводну реч или кључне речи које се налазе у телу текста треба користити као индикаторе његовог одређеног жанра. Само је жанр „наративних прича” користио прозу, али многа дела тог жанра, као и дела других жанрова, написана су у стиховима. Већина древних египатских стихова написана је у двостиху, али су се понекад користили терцет и катрен.

### Упутства и поуке
Жанр „упутства” или „поучавања”, као и жанр „рефлективних дискурса”, могу се груписати у већи корпус литературе мудрости која се налази на древном Блиском истоку. Жанр је дидактичке природе и сматра се да је био део наставног програма за образовање писара Средњег краљевства. Међутим, наставни текстови често укључују наративне елементе који могу поучавати, али и забављати. Паркинсон тврди да постоје докази да наставни текстови нису створени првенствено за употребу у образовању писара, већ у идеолошке сврхе. На пример, Адолф Ерман (1854–1937) пише да измишљена упутства која је Аменемхат I (~ 1991–1962 .пре нове ере) дао својим синовима „...далеко превазилази границе школске филозофије, и да нема ништа са школе у великом опомену своју децу да буду одани краљу”. Док наративна литература, оличена у делима као што је Елоквентни сељак, наглашава индивидуалног хероја који изазива друштво и његове прихваћене идеологије, наставни текстови уместо тога наглашавају потребу да се повинују прихваћеним догмама друштва.
Кључне речи које се налазе у наставним текстовима укључују „знати” (rḫ) и „подучавати” (sbꜣ). Ови текстови обично усвајају формуличну структуру наслова „инструкције X направљене за И”, где „Кс” може бити представљен ауторитативном фигуром (као што је везир или краљ) која даје моралне смернице свом сину(има). Понекад је тешко одредити колико је измишљених адресата укључено у ова учења, пошто се неки текстови мењају између једнине и множине када се односе на своју публику.
Примери жанра „поучавања” укључују Maxims of Ptahhotep, Instructions of Kagemni, Teaching for King Merykare, Instructions of Amenemhat, Instruction of Hardjedef, Loyalist Teaching, Instructions of Amenemope. Наставни текстови који су преживели из Средњег краљевства писани су на папирусним рукописима. Није сачуван ниједан образовни острак из Средњег царства. Најранија ђачка дрвена табла за писање, са копијом наставног текста, датира из периода Осамнаесте династије. Ptahhotep и Kagemni се налазе на папирусу Присе, који је написан за време дванаесте династије Средњег краљевства. Целокупно лојалистичко учење је опстало само у рукописима из Новог краљевства, иако је цела прва половина сачувана на биографској каменој стели Средњег краљевства у част званичника Дванаесте династије Сехетепибре. Merykare, Amenemhat, и Hardjedef су изворна дела Средњег Краљевства, али су преживела само у каснијим копијама Новог Краљевства. Amenemope је компилација из доба Новог Краљевства.

### Наративне приче и приче
Жанр „приповести и прича” је вероватно најмање заступљен жанр из преживеле књижевности Средњег краљевства и Средњег Египта. У касноегипатској књижевности, „приче и приче” чине већину сачуваних књижевних дела која датирају из периода Рамесидеа Новог краљевства до касног периода. Главна наративна дела из Средњег краљевства укључују Tale of the Court of King Cheops, King Neferkare and General Sasenet, The Eloquent Peasant, Story of Sinuhe, Tale of the shipwrecked sailor.
Корпус прича Новог краљевства укључује Quarrel of Apepi and Seqenenre, The Taking of Joppa, Tale of the doomed prince, Tale of Two Brothers, and the Report of Wenamun. Приче из 1. миленијума пре нове ере написане демотичким језиком укључују причу о Стели глади (смештен у Старом краљевству, иако написан за време династије Птолемеја) и циклусе кратких прича о птолемејском и римском периоду који трансформишу добро познате историјске личности као што је Кхаемвесет (Деветнаеста династија) и Инарос (Први персијски период) у измишљене, легендарне хероје. Ово је у супротности са многим причама написаним на касноегипатском, чији су аутори често бирали божанства као протагонисте и митолошка места као окружење за поставку својих дела.
Паркинсон дефинише приче као „...некомеморативне, нефункционалне, измишљене нарације” које обично користе кључну реч „причати причу” (sdd). Он га описује као најотворенији жанр, јер приче често садрже елементе других књижевних жанрова. На пример, Моренц описује почетни део иностране авантуристичке приче Синухе као „...погребну самопредставу” која пародира типичну аутобиографију која се налази на комеморативним погребним стелама. Аутобиографија је за курира чија је служба почела под Аменемхатом I. Симпсон наводи да је смрт Аменемхата I у извештају који је дао његов син, когент и наследник Сенусрет I (р. 1971–1926 пре нове ере) војсци у почетак Синухе је „...одлична пропаганда”. Моренц описује бродоломца као експедициони извештај и мит о путовању. Симпсон примећује књижевно средство приче у оквиру приче у Тhe shipwrecked sailor може пружити „...најраније примере наративног извештаја о каменолому”. Са радњом на магичном пустом острву и ликом који је змија која говори, Тhe shipwrecked sailor се такође може класификовати као бајка. Док приче као што су Sinuhe, Taking of Joppa, and the Doomed prince садрже измишљене приказе Египћана у иностранству, Report of Wenamun је највероватније заснован на истинитом извештају о Египћанину који је отпутовао у Библос у Феникији да набави кедар за бродоградњу током владавине Рамзес XI.
Наративне приче и приче најчешће се налазе на папирусима, али делимични, а понекад и потпуни текстови налазе се на острацима. На пример, Sinuhe се налази на пет папируса насталих током дванаесте и тринаесте династије. Овај текст је касније више пута копиран на остраци током Деветнаесте и Двадесете династије, при чему је један острак са обе стране садржао комплетан текст.

### Ламенти, дискурси, дијалози и пророчанства
Жанр „пророчких текстова” Средњег краљевства, такође познат као „ламенти”, „дискурси”, „дијалози” и „апокалиптичка књижевност”, обухвата дела као што су Ипуверова опомена, Нефертино пророчанство и Спор између човек и његов Ба . Овај жанр није имао познати преседан у Старом краљевству и ниједна позната оригинална композиција није настала у Новом краљевству. Међутим, дела попут Нефертијевог пророчанства су често копирана током периода Рејмессајда у Новом краљевству, када је овај жанр Средњег краљевства канонизован, али укинут. Египатска пророчка литература је доживела оживљавање током грчке династије Птоломеја и током римског периода у Египту са делима као што су Demotic Chronicle, Oracle of the Lamb, Oracle of the Potter и два пророчка текста која се фокусирају на Нектанеба II (~ 360–343 пре нове ере) као протагониста. Заједно са „наставним” текстовима, ови рефлексивни дискурси (кључна реч мдт) су груписани у категорију књижевности мудрости древног Блиског истока.
У текстовима Средњег краљевства, повезујуће теме укључују песимистички поглед, описе друштвених и религиозних промена и велики неред широм земље, узимајући облик синтаксичке формуле стиха „онда-сада”. Иако се ови текстови обично описују као јадиковке, Неферти одступа од овог модела, пружајући позитивно решење за проблематичан свет. Иако је опстао само у каснијим копијама од Осамнаесте династије па надаље, Паркинсон тврди да је, због очигледног политичког садржаја, Неферти првобитно написан за време или убрзо након владавине Аменемхата I. Симпсон га назива „...еклатантном политичком политиком”. памфлет осмишљен да подржи нови режим" Дванаесте династије коју је основао Аменемхат, који је узурпирао престо из лозе Ментухотеп из Једанаесте династије. У наративном дискурсу, Снеферу (р. 2613–2589. п. н. е.) из Четврте династије позива да се удвара мудрацу и лектору свештенику Нефертију. Неферти забавља краља пророчанствима да ће земља ући у хаотично доба, алудирајући на Први прелазни период, само да би јој вратио стару славу праведни краљ — Амени — кога би древни Египћани лако препознали као Аменемхата I. Сличан модел бурног света који је краљ спасилац трансформисао у златно доба усвојен је за Јагње и Лончар, иако је за њихову публику која је живела под римском доминацијом, спаситељ тек требало да дође.
Иако је написан за време дванаесте династије, Ipuwer је преживео само од папируса из деветнаесте династије. Међутим, Човек и његов Ба налазе се на оригиналном папирусу из доба Дванаесте династије, Папирус Берлин 3024. Ова два текста стилом, тоном и тематиком подсећају на друге дискурсе, иако су јединствени по томе што фикционалној публици дају веома активне улоге у размени дијалога. У делу Ipuwer, мудрац се обраћа неименованом краљу и његовим пратиоцима, описујући јадно стање земље, за коју криви краљеву неспособност да одржи краљевске врлине. Ово се може посматрати или као упозорење краљевима или као легитимизација садашње династије, супротстављајући је наводно турбулентном периоду који јој је претходио. У Човек и његов Ба, човек приповеда публици разговор са својим ба (компонентом египатске душе) о томе да ли да настави да живи у очају или да тражи смрт као бекство од беде.

### Песме, песме, химне и загробни текстови
Погребна стела од камених плоча први пут је произведена током периода раног Старог царства. Обично пронађени у гробницама мастаба, комбиновали су уметничка дела са подигнутим рељефом са натписима који носе име покојника, њихове службене титуле (ако их има) и инвокације.
Сматрало се да погребне песме чувају душу монарха у смрти. Текстови пирамида су најранија сачувана верска литература која укључује поетске стихове. Ови текстови се не појављују у гробницама или пирамидама које потичу пре владавине Унаса (р. 2375–2345 пре нове ере), који је наредио изградњу Унаскове пирамиде у Сакари. Текстови пирамида се углавном баве функцијом очувања и неговања душе суверена у загробном животу. Овај циљ је на крају укључио заштиту и суверена и његових поданика у загробном животу. Разне текстуалне традиције еволуирале су из оригиналних текстова пирамида: Текстови ковчега Средњег краљевства, такозвана Књига мртвих, Литанија Ра и Амдуат писани на папирусима од Новог Краљевства до краја антике Египатска цивилизација.
Песме су писане и за славље краљеве власти. На пример, у округу Амон-Ре у Карнаку, Тутмозис III (~ 1479–1425 пре нове ере) из Осамнаесте династије подигао је стелу у знак сећања на његове војне победе у којој богови благосиљају Тутмозиса у поетским стиховима и обезбеђују му победе над његовим непријатељима. Поред камених стела, песме су пронађене и на дрвеним даскама за писање које су користили ђаци. Поред величања краљева, су писане песме у част разним божанствима, па чак и Нилу.
Преживеле химне и песме из Старог краљевства укључују јутарње поздравне химне боговима у њиховим храмовима. Циклус песама Средњег царства посвећен Сесострису III (р. 1878–1839. п. н. е.) откривен је у Ел Лахуну. Ерман сматра да су ово секуларне песме које се користе за поздрав фараону у Мемфису, док Симпсон сматра да су религиозне по природи, али потврђује да подела између религиозних и секуларних песама није много оштра. Харперова песма, стихови пронађени на надгробној плочи Средњег краљевства и на папирусу Харис 500 из Новог краљевства, требало је да се изводе за госте на вечери на свечаним банкетима.
Током владавине Ехнатона (р. 1353–1336 пре нове ере), Велика химна Атону — сачувана у гробницама Амарне, укључујући гробницу Аја — написана је Атону, божанству са сунчевим диском које је добило ексклузивно покровитељство током његове владавине. Симпсон упоређује формулацију и редослед идеја ове композиције са онима из 104. псалма.
Сачувана је само једна песничка химна у демотичком писму. Међутим, постоји много преживелих примера египатских химни из касног периода исписаних хијероглифима на зидовима храма.
Ниједна египатска љубавна песма није датована пре периода Новог краљевства, већ су првобитно написане на касном египатском, иако се спекулише да су постојале у претходним временима. Ерман упоређује љубавне песме са Песмом над песмама, наводећи ознаке "сестра" и "брат" којима су се љубавници обраћали једни другима.

### Приватна писма, узорна писма и посланице
Стара египатска писма и посланице груписани су у један књижевни жанр. Ролне папируса запечаћене печатима од блата коришћене су за писма на даљину, док су остраке често коришћене за писање краћих, неповерљивих писама упућених примаоцима који се налазе у близини. Писма краљевске или званичне преписке, првобитно писана хијератиком, понекад су добијала узвишени статус исписивања на камену хијероглифима. Различити текстови које су ђаци писали на дрвеним плочама за писање укључују моделе слова. Приватна писма могу се користити као епистоларни узорци писама које би школарци могли копирати, укључујући писма која су написали њихови наставници или њихове породице. Међутим, ови модели су ретко били представљени у образовним рукописима; уместо тога коришћена су измишљена слова која се налазе у бројним рукописима. Уобичајена епистоларна формула коришћена у овим узорним писмима била је „Службеник А. каже писару Б”.
Најстарија позната приватна писма на папирусу пронађена су у погребном храму који датира из владавине Дједкаре-Изезија (~ 2414–2375 пре нове ере) из Пете династије. Више писама је датовано у Шесту династију, када је започео поџанр посланице. Едукативни текст Кемитова књига, датована у једанаесту династију, садржи списак епистоларних поздрава и наратив са завршетком у облику слова и одговарајућу терминологију за употребу у комеморативним биографијама. Утврђено је и да друга писма раног Средњег краљевства користе епистоларне формуле сличне Књизи о Кемиту. Хеканахт папируси, које је написао господин пољопривредник, датирају из једанаесте династије и представљају нека од најдужих приватних писама за која се зна да су написана у старом Египту 
Током касног Средњег царства, већа стандардизација епистоларне формуле може се видети, на пример у низу модела писама преузетих из депеша послатих у тврђаву Семна у Нубији током владавине Аменемхета III (~ 1860–1814 пре нове ере). Посланице су писане и за време све три династије Новог царства. Док су писма мртвима писана још од Старог краљевства, писање молби у епистоларној форми божанствима почело је у Рамсајдском периоду, постајући веома популарно током персијског и птолемејског периода.
Епистоларно Сатирично писмо Папирус Анастасије I написано за време Деветнаесте династије био је педагошки и дидактички текст који су ђаци преписивали на бројне остраке. Венте описује разноврсност ове посланице, која је садржала „...прикладне поздраве са жељама за овај и будући живот, реторичку композицију, тумачење афоризама у мудрој литератури, примену математике на инжењерске проблеме и прорачун залиха за војску и географија западне Азије”. Штавише, Венте ово назива „...полемички трактат” који саветује против напамет, механичког учења термина за места, професије и ствари; на пример, није прихватљиво знати само имена места западне Азије, већ и важне детаље о њеној топографији и рутама. Да би побољшао наставу, текст користи сарказам и иронију.

### Биографски и аутобиографски текстови
Кетрин Парк, професор емеритус енглеских и женских студија на Универзитету Мисури у Колумбији, Мисури, пише да најранији „комеморативни натписи” припадају старом Египту и датирају из 3. миленијума пре нове ере. Она пише: „У старом Египту, формулативни извештаји о фараоновим животима хвалили су континуитет династичке моћи. Иако се обично пишу у првом лицу, ове изјаве су јавне, опште сведочанства, а не лични искази.” Она додаје да је, као и у овим древним натписима, људски порив да се „...слави, комеморира и овековечи, импулс живота против смрти”, циљ данашњих биографија.
Оливије Перду, професор египтологије на Колеџ де Франс, наводи да биографије нису постојале у старом Египту и да би комеморативно писање требало сматрати аутобиографским. Едвард Л. Гринштајн, професор Библије на Универзитету у Тел Авиву и Универзитету Бар-Илан, не слаже се са Пердуовом терминологијом, наводећи да антички свет није производио „аутобиографије” у модерном смислу и да их треба разликовати од „аутобиографских” текстова антички свет. Међутим, и Перду и Гринштајн тврде да аутобиографије древног Блиског истока не треба поистовећивати са модерним концептом аутобиографије.
У својој расправи о Књизи проповедниковој хебрејске Библије, Џенифер Кусед, ванредни професор религије на Олбрајт колеџу, објашњава да међу научницима не постоји чврст консензус о томе да ли су у древном свету постојале праве биографије или аутобиографије. Један од главних научних аргумената против ове теорије је да концепт индивидуалности није постојао све до европске ренесансе, што је навело Куседа да напише „...дакле, аутобиографија је постала производ европске цивилизације: Августин је родио Русоа, он је родио Хенрија Адамса, и тако даље". Кусед тврди да употребу првог лица „ја” у древним египатским комеморативним погребним текстовима не треба схватити буквално јер је наводни аутор већ мртав. Погребне текстове треба сматрати биографским уместо аутобиографским. Куе упозорава да је термин „биографија" примењен на такве текстове проблематичан, јер они обично описују и искуства преминуле особе на путовању кроз загробни живот.
Почевши од погребних стела за званичнике касне Треће династије, мале количине биографских детаља додане су уз титуле покојника. Међутим, тек у Шестој династији уписане су приче о животу и каријери државних службеника. Биографије гробница су постале детаљније током Средњег краљевства и укључивале су информације о породици преминуле особе. Огромна већина аутобиографских текстова посвећена је писарским бирократама, али у време Новог краљевства неки су били посвећени војним официрима и војницима. Аутобиографски текстови касног периода стављају већи нагласак на тражење помоћи од божанстава него на праведно деловање да би се успело у животу. Док су се ранији аутобиографски текстови искључиво бавили прослављањем успешних живота, аутобиографски текстови из касног периода укључују јадиковке за прерану смрт, сличне епитафима античке Грчке.

### Декрети, хронике, краљеви спискови и историје
Савремени историчари сматрају да су неки биографски—или аутобиографски—текстови важни историјски документи. На пример, биографске стеле војних генерала у гробним капелама изграђеним под Тутмозисом III пружају много информација познатих о ратовима у Сирији и Палестини. Међутим, анали Тутмозиса III, уклесани у зидове неколико споменика изграђених током његове владавине, попут оних у Карнаку, такође чувају податке о овим походима. Анали Рамзеса II (~ 1279–1213 ре нове ере), који говоре о бици код Кадеша против Хетита, укључују, по први пут у египатској књижевности, наративну епску песму, која се разликује од све раније поезије, а која је служила за славље и поучавање.
Други документи корисни за истраживање египатске историје су древни спискови краљева који се налазе у кратким хроникама, као што је камен из Палерма из Пете династије . Ови документи су легитимисали претензије савременог фараона на суверенитет. Током древне египатске историје, краљевски декрети су говорили о делима владајућих фараона. На пример, нубијски фараон Пије (р. 752–721 п. н.е. ), оснивач Двадесет пете династије, дао је подигнуту стелу и исписану на класичном средњем египатском језику која са необичним нијансама и живописним сликама описује његове успешне војне походе.
Египатски историчар, познат по свом грчком имену као Манетон (~ 3. век пре нове ере), био је први који је саставио свеобухватну историју Египта. Манетон је био активан током владавине Птоломеја II (283–246 пре нове ере) и користио је Историје Грка Херодота (око 484. п. н. е. – око 425. п. н. е.) као свој главни извор инспирације за историју Египта написану на грчком. Међутим, примарни извори за Манетонов рад били су хронике са пописа краљева претходних египатских династија.

### Графити у гробницама и храмовима
Фишер-Елферт разликује староегипатско писање графита као књижевни жанр. Током Новог краљевства, писари који су путовали на древна места често су остављали графите на зидовима светих мртвачница и пирамида, обично у знак сећања на ове структуре. Савремени научници не сматрају да су ови писари били само туристи, већ ходочасници који посећују света места где су изумрли култни центри могли да се користе за комуникацију са боговима. Постоје докази из образовног остракона пронађеног у гробници Сененмута (ТТ71) да се у школама за писаре практиковало формулисано писање графита. У једној поруци графита, остављеној у мртвачници Тутмозиса III у Деир ел-Бахрију, модификована изрека из Птахотепових Максима уграђена је у молитву исписану на зиду храма. Писци су обично писали своје графите у одвојеним групама како би разликовали своје графите од других. То је довело до конкуренције међу писарима, који би понекад омаловажавали квалитет графита које су исписивали други, чак и преци из професије писара.

## Наслеђе, превод и тумачење
Након што су Копти прешли у хришћанство у првим вековима нове ере, њихова коптска књижевност се одвојила од фараонске и хеленистичке књижевне традиције. Ипак, научници спекулишу да је староегипатска књижевност, можда у усменој форми, утицала на грчку и арапску књижевност. Повлаче се паралеле између египатских војника који се шуњају у Јафу скривени у корпама да би заузели град у причи Заузимање Јопе и микенских Грка који се ушуњају у Троју унутар Тројанског коња. Заузимање Јопе се такође пореди са арапском причом о Али Баби у Хиљаду и једној ноћи. Претпоставља се да је Синбад Морнар можда био инспирисан фараонском Причом о морнару који је настрадао. Неке египатске књижевности су коментарисали научници старог света. На пример, јеврејски римски историчар Јосиф Флавије (37– око 100. године нове ере) цитирао је и коментарисао Манетонове историјске текстове.
Најновији уклесани хијероглифски натпис старог Египта који је данас познат налази се у храму Филе, датирано тачно у 394. годину нове ере током владавине Теодосија I (~ 379–395. нове ере). У 4. веку нове ере, хеленизовани Египћанин Хораполо је саставио преглед од скоро две стотине египатских хијероглифа и пружио своје тумачење њиховог значења, иако је његово разумевање било ограничено и није био свестан фонетске употребе сваког хијероглифа. Ова анкета је очигледно изгубљена до 1415. године, када ју је Италијан Кристофоро Буонделмонти набавио на острву Андрос. Атанасије Кирхер (1601–1680) је први у Европи схватио да је коптски директан лингвистички потомак старог Египта. У делу Oedipus Aegyptiacu, направио је први заједнички европски напор да протумачи значење египатских хијероглифа, иако засновано на симболичким закључцима.
Тек 1799. године, са Наполеоновим открићем тројезичног (тј. хијероглифског, демотског, грчког) натписа на камену из Розете, савремени научници су успели да дешифрују староегипатску књижевност. Први велики покушај да преведе хијероглифе Розетског камена учинио је Жан Франсоа Шамполион (1790–1832) 1822. године. Најранији преводилачки напори египатске књижевности током 19. века били су покушаји да се потврде библијски догађаји.
Пре 1970-их, научни консензус је био да древна египатска књижевност — иако дели сличности са модерним књижевним категоријама — није независан дискурс, без утицаја древног друштвено-политичког поретка. Међутим, од 1970-их па надаље, све већи број историчара и књижевних научника доводи у питање ову теорију. Док су научници пре 1970-их третирали староегипатска књижевна дела као одрживе историјске изворе који тачно одражавају услове овог древног друштва, научници сада упозоравају на овај приступ. Научници све више користе вишестрани херменеутички приступ проучавању појединачних књижевних дела, у коме се узима у обзир не само стил и садржај, већ и културни, друштвени и историјски контекст дела. Појединачни радови се затим могу користити као студије случаја за реконструкцију главних карактеристика древног египатског књижевног дискурса.